# Marko Vidović
Marko Vidović (in serbo Марко Видовић?; Belgrado, 30 giugno 1988) è un ex calciatore serbo naturalizzato montenegrino, di ruolo difensore.